# Lingua creola delle Seychelles
Il creolo delle Seychelles, noto anche come Kreol, è una lingua creola derivante dal francese parlata nelle Seychelles.

## Distribuzione geografica
La lingua è diffusa, quale idioma maggiormente utilizzato nella vita quotidiana, nell'arcipelago africano delle Seychelles. Secondo Ethnologue, nel 1998 contava 72.700 locutori mentre nel 2025 il suo numero è passato a 120.000 circa.

### Lingua ufficiale
È lingua ufficiale delle Seychelles insieme al francese e all'inglese.

## Storia
Sin dall'indipendenza (1976) il governo delle Seychelles ha cercato di fare del Kreol una lingua separata, con una sua ortografia e grammatica, attraverso la creazione, nel 1981, del Lenstiti Kreol (l'Istituto Creolo).

## Grammatica
Una delle caratteristiche più tipiche del Kreol è la fusione dell'articolo determinativo con il termine a cui è riferito: così, il francese l'avenir diventa lavenir. Altra particolarità è la formazione del possessivo attraverso l'aggiunta del pronome: così, "il nostro avvenire" si traduce con nou lavenir (letteralmente "noi-l'-avvenire").

## Sistema di scrittura
Per la scrittura si utilizza l'alfabeto latino.
L'ortografia risulta notevolmente semplificata rispetto a quella del francese, come dimostra il seguente esempio:
Kreol: Nou tou bezwen travay ansamn pou kree nou lavenir.
Francese: Nous tous avons besoin de travailler ensemble à créer notre avenir.
Italiano: Noi tutti abbiamo bisogno di lavorare insieme per creare il nostro avvenire.

## Esempi
Ou, nou papa ki dan lesyel,
Fer ou ganny rekonnet konman Bondye.
Ki ou renny i arive.
Ki ou lavolonte i ganny realize
Lo later parey i ete dan lesyel
Donn nou sak zour nou dipen ki nou bezwen.
Pardonn nou pour bann lofans
Ki noun fer anver ou,
Parey nou pardonn sa ki n ofans nou.
Pa les tantasyon domin nou,
Me tir nou dan lemal.